# 137-ма зенітна ракетна бригада (СРСР)
137-ма зенітна ракетна бригада (137 ЗРБр, в/ч 55579) — формування протиповітряної оборони Збройних сил СРСР, що існувало до 1992 року.
Бригада перейшла під юрисдикцію України як 137-ма зенітна ракетна бригада.

## Історія
В 1962 році в смт Гончарівське був сформований зенітний ракетний полк. Як формування військ ППО Сухопутних військ на озброєння полку надходили перші радянські ЗРК, що могли змінювати вогневу позицію, С-75. Проте як ЗРК ППО СВ комплекс був недоцільний, засоби комплексу потребували 4—5 годин на згортання (розгортання).
28 січня 1964 року під час бойового чергування ракетники засікли й одним пострілом збили ворожий об'єкт над територією України.[джерело?]
В 1971 році полк був переформована 137-му зенітну ракетну бригаду на комплексах «Круг-А» в складі трьох окремих дивізіонів.
В 1986 році почалось переозброєння на новітній комплекс С-300В.
У 1992 році бригада перейшла під юрисдикцію України як 137-ма зенітна ракетна бригада Збройних сил України.

## Озброєння
- С-75
- «Круг».
- (1986—1992) С-300В[1]